# گلو قربانی
گلو قربانی یک روستا در ایران است که در دهستان چهارگنبد شهرستان سیرجان واقع شده‌است.